# 阿各·飛七
阿各·飛七（英語：Argus Filch）是英國作家J·K·罗琳的奇幻小說《哈利波特》系列中的人物，霍格華茲魔法與巫術學院的管理員。他喜歡處罰違規的霍格華茲學生，因此學生們都很討厭他。此外，他是一個不會使用魔法的「爆竹」。

## 角色描述
阿各·飛七從1973年以來一直擔任霍格華茲的管理員。他有著灰白色的頭髮，駝背，患有風濕。他脾氣暴躁，不受學生受歡迎，偶爾也令霍格華茲的教職員生氣。他厭惡一切破壞霍格華茲秩序的事物，曾多次向校長阿不思·鄧不利多要求將喜歡惡作劇的皮皮鬼趕出學校。飛七和他的寵物貓拿樂絲太太喜歡半夜在霍格華茲走廊巡邏。飛七對霍格華茲的複雜環境瞭若指掌，也是暑假期間唯一留在霍格華茲的人。
飛七是一名爆竹，但能使用有帶魔法的巫師裝置，例如飛七在中使用了秘密感應器。在，哈利波特偶然發現飛七正以速成咒語術的初學者函授課程自學魔法，榮恩‧衛斯理因此推測，飛七不喜歡學生是因為他不會使用魔法。
多年來，阿各·飛七試圖恢復體罰（例如鞭刑）但始終沒有成功。中，桃樂絲·恩不里居掌控霍格華茲時，飛七的願望幾乎實現了，於是他成為了唯一支持恩不里居的霍格華茲教職員工，幫助她對付惡作劇的學生，甚至在衛斯理雙胞胎將走廊變成沼澤後，高興地拿著馬鞭想執行鞭刑。當恩不里居被趕出學校、鄧不利多復職時，阿各·飛七十分難過，認為恩不里居是「霍格華茲有史以來最好的人」。
在的霍格華茲大戰前，阿各·飛七負責疏散霍格華茲的低年級學生離開學校。

## 拿樂絲太太
阿各·飛七飼養的貓拿樂絲太太（英語：Mrs. Norris）是一隻瘦得皮包骨头、毛色黯淡無光的貓。在霍格華茲內，牠時常跟著主人或獨自在學校走廊內巡邏，一旦發現違反校規的學生就會火速通報飛七前來處置，因此大多數學生和海格都不喜歡牠。阿各·飛七對這隻貓有著強烈的佔有慾，稱之為「我的甜心」。 中，拿樂絲太太透過地上的積水看見了史萊哲林蛇妖的眼睛，因而被石化，成為蛇妖的第一個受害者，飛七聞訊後傷心哭泣。數個月後，帕莫娜·芽菜教授用魔蘋果復原了拿樂絲太太。中，皮皮鬼惡作劇把拿樂絲太太塞進一副盔甲內，憤怒的飛七連忙趕到救出拿樂斯太太。
拿樂絲太太的名字來自於珍·奧斯汀小說《曼斯菲爾莊園》中的同名角色，這本小說中的诺里斯太太是一位勢利的寡婦。羅琳曾表示，拿樂絲太太沒什麼特殊的魔法能力，她只是「一隻特別聰明又讓人不悅的貓」。曾經有讀者問如果拿樂絲太太與歪腿（妙麗·格蘭傑的寵物貓）打架的話誰會獲勝，羅琳回答歪腿的獅尾貓血統將會讓牠勝出。
《哈利波特》系列電影中，拿樂絲太太由數隻不同的緬因貓扮演。每隻貓都接受過訓練，能執行特定動作，如跳到演員肩上或躺著不動。

## 名字
阿各·飛七的名字阿各（Argus）是希臘神話百眼巨怪的名字，而姓氏飛七（Filch）在英語動詞為「偷」的意思。

## 電影
《哈利波特》系列電影中，阿各·飛七由大衛·布拉德利飾演。在電影《火盃的考驗》的舞會場景，可見到阿各·飛七抱著拿樂絲太太做出跳舞的動作。《哈利波特：鳳凰會的密令》中，阿各·飛七與恩不里居及督察小組成員一同闖入鄧不利多軍隊的聚會場地。《死神的聖物（下）》霍格華茲大戰結束後，可見到飛七拿著掃把在清理瓦礫。
大衛·布拉德利形容飛七這個角色的「自大和脆弱使得他可笑，但他從不認為自己可笑。他可笑是因為他把自己和工作看得太重要了。」:64電影服裝部門將這個角色打扮成「中世紀的扒手」和「狂野的西部人」之間的總和。

## 外部連結
- Argus Filch - The Harry Potter Lexicon（英文）